# Aşağı Karkutlu, Birecik
Aşağı Karkutlu là một xã thuộc huyện Birecik, tỉnh Şanlıurfa, Thổ Nhĩ Kỳ. Dân số thời điểm năm 2011 là 563 người.